# Dave Sexton
David James "Dave" Sexton OBE (6 tháng 4 năm 1930 – 25 tháng 11 năm 2012) là một cầu thủ và huấn luyện viên bóng đá người Anh.

## Danh hiệu

### Cầu thủ
West Ham United
- Second Division (1): 1954–55

Brighton & Hove Albion
- Third Division South (1): 1957–58

### Huấn luyện viên
Chelsea
- FA Cup (1): 1969–70
- European Cup Winners' Cup (1): 1970–71

Manchester United
- FA Charity Shield (1): 1977 (đồng)

U-21 Anh
- UEFA U21 Championship (2): 1982, 1984

### Cá nhân
- OBE (cống hiến cho bóng đá): 2005

## Số liệu huấn luyện
| Đội                 | QG  | Từ                | Tới               | Thành tích | Thành tích | Thành tích | Thành tích | Thành tích |
| Đội                 | QG  | Từ                | Tới               | Tr         | T          | B          | H          | %Thắng     |
| ------------------- | --- | ----------------- | ----------------- | ---------- | ---------- | ---------- | ---------- | ---------- |
| Leyton Orient       | Anh | tháng 1 năm 1965  | tháng 12 năm 1965 | 37         | 7          | 20         | 10         | 018,92     |
| Chelsea             | Anh | tháng 10 năm 1967 | tháng 10 năm 1974 | 333        | 140        | 93         | 100        | 042,04     |
| Queens Park Rangers | Anh | tháng 10 năm 1974 | tháng 7 năm 1977  | 130        | 57         | 41         | 32         | 043,85     |
| Manchester United   | Anh | tháng 7 năm 1977  | tháng 4 năm 1981  | 191        | 75         | 52         | 64         | 039,27     |
| U21 Anh             | Anh | 1977              | 1990              | 90         | 52         | 16         | 22         | 057,78     |
| Coventry City       | Anh | tháng 5 năm 1981  | tháng 5 năm 1983  | 88         | 28         | 39         | 21         | 031,82     |
| U21 Anh             | Anh | 1994              | 1996              | 27         | 17         | 8          | 2          | 062,96     |